# Kaštradina
Kaštradina je suhomesnati proizvod koji se tradicionalno proizvodi u kontinentalnom dijelu Dalmacije, Lici te Hercegovini. Slični proizvodi se mogu naći u gotovo svim zemljama Mediterana. Naziv kaštradina dolazi od latinske riječi castrare = kastrirati, škopiti. Kaštradina se proizvodi od mesa uškopljenih, utovljenih ovnova i jalovih ovaca ili koza. Meso se soli morskom solju i slaže u posude. U ovim posudama meso stoji do 13 dana. Potom se meso ispere hladnom vodom, ocijedi i prenese u prostoriju za sušenje. Postupak sušenja traje do 60 dana. Kaštradina od uškopljenog ovna se najviše cijeni.
Najstariji zapis o kaštradini nalazimo u Mljetskom statutu iz 1345. godine.